# Denard Span
Keiunta Denard Span (né le 27 février 1984 à Tampa, Floride, États-Unis) est un voltigeur des Rays de Tampa Bay de la Ligue majeure de baseball. 

## Carrière

### Twins du Minnesota

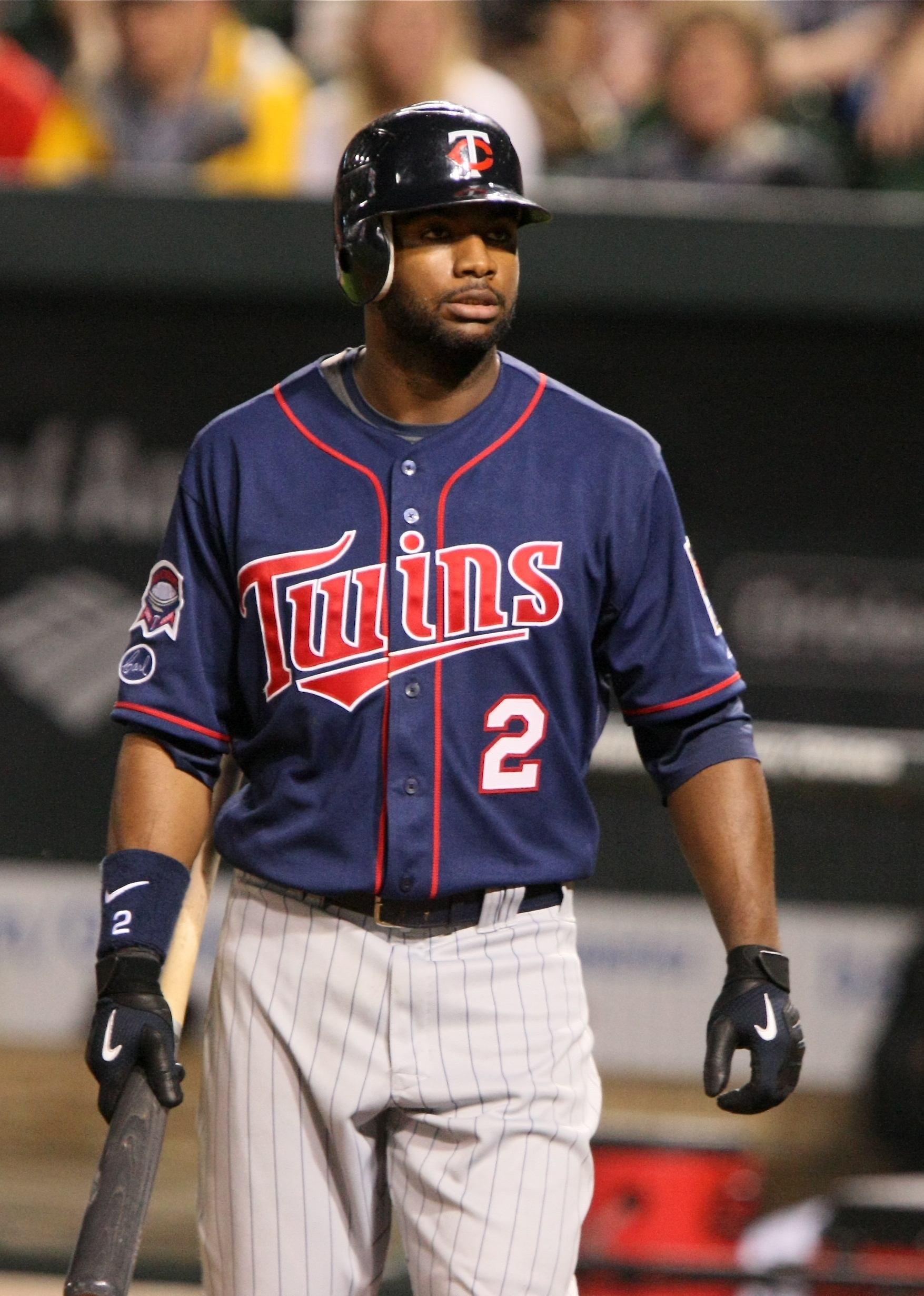
Denard Span en 2009.

Denard Span est repêché dès la fin de ses études secondaires, le 4 juin 2002, par les Twins du Minnesota au premier tour de sélection (20e choix). 

#### Saison 2008
Il débute en Ligue majeure le 6 avril 2008 et signe une belle saison 2008 lui valant une sixième place lors du vote de désignation de la meilleure recrue de l'année en Ligue américaine. Il maintient une très bonne moyenne au bâton de ,294 en 93 matchs joués lors de cette première saison, avec 6 circuits, 47 points produits et 18 buts volés. 

#### Saison 2009
En 2009, Span dispute 145 matchs, mène les Twins avec 23 buts volés et la Ligue américaine avec 10 triples. Il établit son nouveau record personnel de 180 coups sûrs en une saison. Il prend le 3e rang des joueurs de la Ligue américaine pour les simples (146), le 9e rang pour la moyenne au bâton (,311) et le 10e rang pour la moyenne de présence sur les buts. Il frappe 8 circuits et produit 68 points.
Il fait ses débuts en séries éliminatoires et obtient 6 coups sûrs en 15 présences au bâton pour une moyenne de ,400 dans la courte Série de divisions où les Twins sont éliminés en 3 matchs par les Yankees de New York.

#### Saison 2010
Avant la saison 2010, les Twins lui font signer un contrat de 16,5 millions de dollars pour cinq ans avec une option pour une sixième saison. 
En 2010, sa moyenne au bâton chute à ,264 en 153 matchs joués. Il mène encore l'équipe du Minnesota pour les buts volés avec 26. Avec 10 triples, seul Carl Crawford des Rays de Tampa Bay fait mieux que lui dans la Ligue américaine, et il se classe une fois de plus dans le top 10 de sa ligue pour les simples, avec 129. Il produit 58 points durant la saison régulière. Le 29 juin contre les Tigers de Detroit, il égale un record de l'ère moderne du baseball avec 3 triples dans une même partie.
Une fois de plus, il offre une belle performance en Série de divisions alors qu'il frappe pour ,308 en 3 matchs dans un nouvel affrontement Twins-Yankees, mais le club du Minnesota subit encore l'élimination.

#### Saison 2011

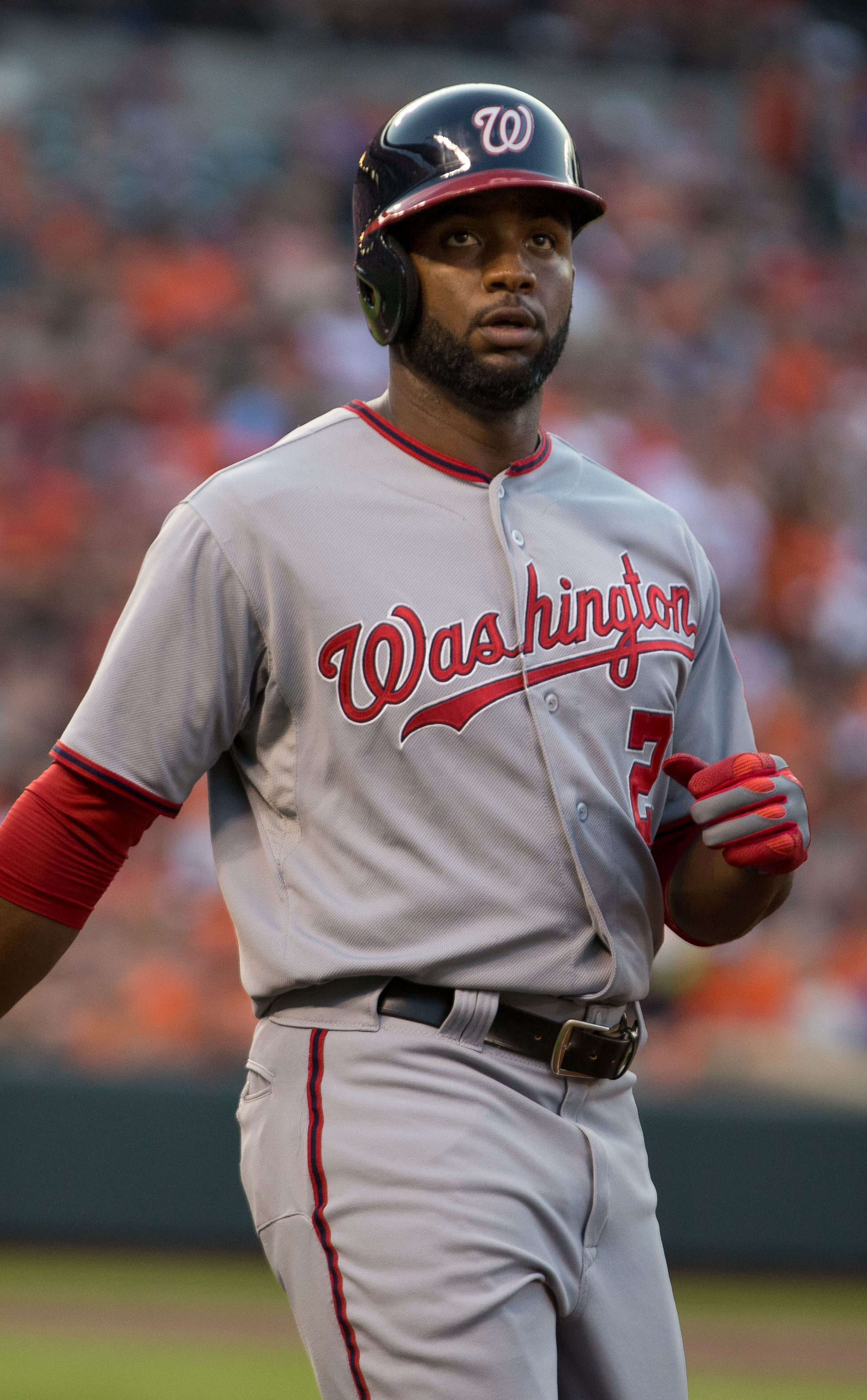
Denard Span en 2013 avec les Nationals de Washington.

En juin 2011, Denard Span souffre d'une commotion cérébrale après une collision au marbre avec le receveur Brayan Peña des Royals de Kansas City. Il ne peut revenir au jeu qu'en août, près de deux mois plus tard, mais il ressent rapidement de nouveaux symptômes de sa commotion cérébrale et après seulement 9 matchs s'absente à nouveau, pour ne finalement revenir qu'à la fin septembre. Il dispute finalement 70 parties en 2011, frappant pour ,264 avec deux circuits, 16 points produits, 5 triples et seulement 6 buts volés.

#### Saison 2012
En 2012, Span frappe pour ,283 en 128 parties avec 146 coups sûrs, quatre circuits, 41 points produits et 17 buts volés. Il réussit un sommet personnel de 38 doubles.

### Nationals de Washington
Le 29 novembre 2012, les Twins échangent Denard Span aux Nationals de Washington contre le lanceur droitier des ligues mineures Alex Meyer.
Le 27 septembre 2014, Span égale le record d'équipe des Nationals avec son 183e coup sûr de la saison, le même nombre que Cristian Guzmán en 2008. Il bat le même jour l'ancien record d'équipe de Guzmán avec un 58e match de plus d'un coup sûr dans la même saison. Il termine la saison avec le nouveau record d'équipe de 184 coups sûrs, un sommet en 2014 dans la Ligue nationale.

### Giants de San Francisco
Le 7 janvier 2016, Denard Span signe un contrat de 31 millions de dollars pour 3 saisons avec les Giants de San Francisco.

### Rays de Tampa Bay
Avec le joueur de champ intérieur, le lanceur gaucher des ligues mineures Matt Krook et le lanceur droitier des mineures Stephen Woods, Denard Span est le 20 décembre 2017 échangé des Giants de San Francisco aux Rays de Tampa Bay contre le joueur de troisième but étoile Evan Longoria.

## Statistiques
| Saison | Équipe    | G   | AB   | R   | H   | 2B | 3B | HR | RBI | SB | BA   |
| ------ | --------- | --- | ---- | --- | --- | -- | -- | -- | --- | -- | ---- |
| 2008   | Minnesota | 93  | 347  | 70  | 102 | 16 | 7  | 6  | 47  | 18 | .294 |
| 2009   | Minnesota | 145 | 578  | 97  | 180 | 16 | 10 | 8  | 68  | 23 | .311 |
| 2010   | Minnesota | 153 | 629  | 85  | 166 | 24 | 10 | 3  | 58  | 26 | .348 |
| Totaux | Totaux    | 391 | 1554 | 252 | 448 | 56 | 27 | 17 | 173 | 67 | .288 |

| Saison | Équipe    | G | AB | R | H | 2B | 3B | HR | RBI | SB | BA   |
| ------ | --------- | - | -- | - | - | -- | -- | -- | --- | -- | ---- |
| 2009   | Minnesota | 3 | 15 | 1 | 6 | 1  | 0  | 0  | 1   | 1  | .400 |
| 2010   | Minnesota | 3 | 13 | 0 | 4 | 0  | 0  | 0  | 0   | 0  | .308 |
| Totaux | Totaux    | 6 | 28 | 1 | 6 | 1  | 0  | 0  | 1   | 1  | .357 |

Note : G = Matches joués ; AB = Passages au bâton; R = Points ; H = Coups sûrs ; 2B = Doubles ; 3B = Triples ; 
HR = Coup de circuit ; RBI = Points produits ; SB = Buts volés ; BA = Moyenne au bâton.